# Simmern (Westerwald)

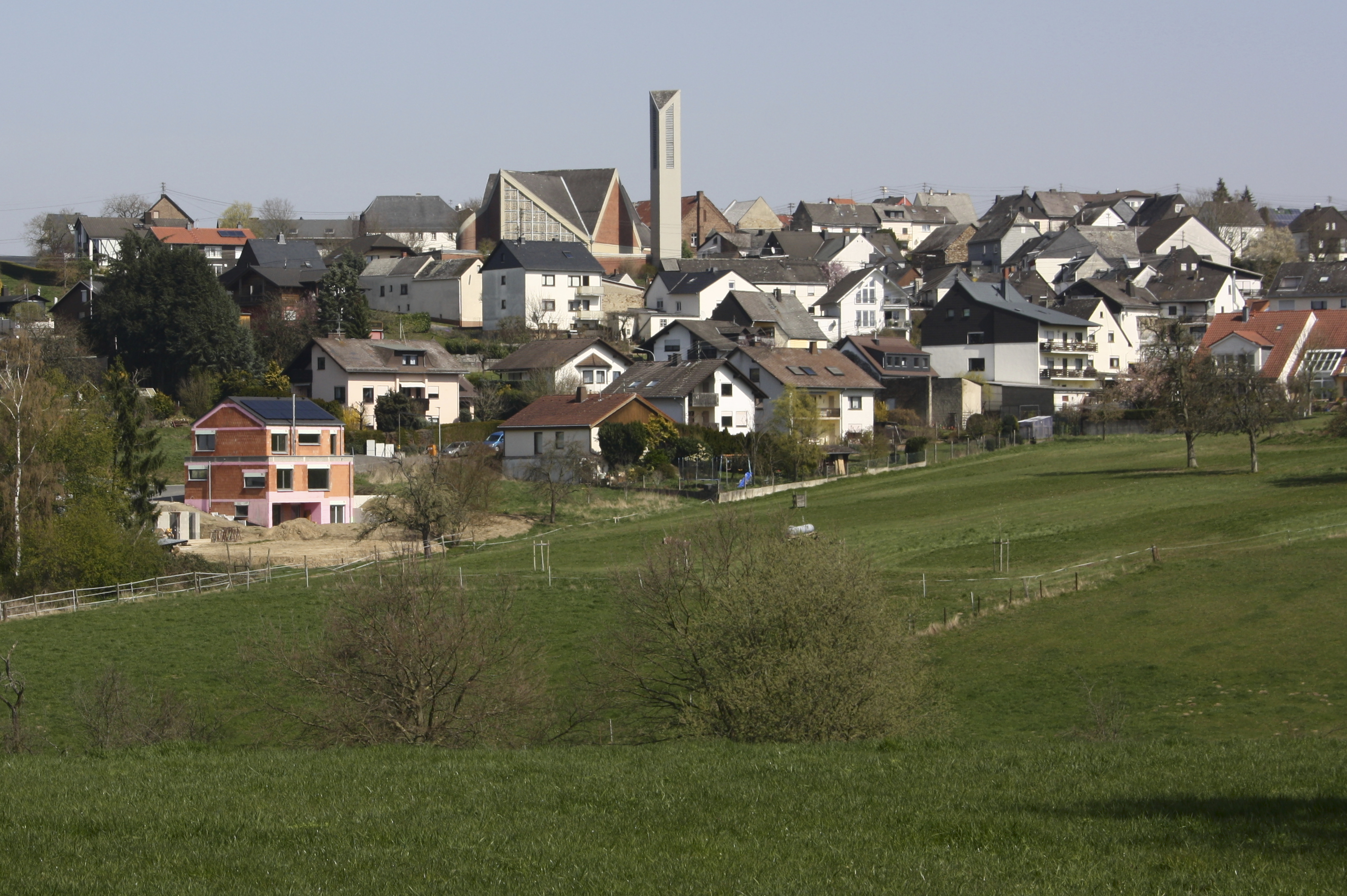
Ansicht von Simmern (2020)

Simmern ist eine Ortsgemeinde im Westerwaldkreis in Rheinland-Pfalz. Sie gehört der Verbandsgemeinde Montabaur an.

## Geographie

### Geographische Lage
Die Gemeinde liegt im Westerwald östlich von Koblenz am Rande des Naturparks Nassau. Das Dorf ist geprägt von Landwirtschaft und Pendlern zum nahen Oberzentrum Koblenz.
Zu Simmern gehören auch die Wohnplätze Am Eisenköppel, Berg Moriah, Berg Sion, Forstamt, Hof Rheinblick, Wiesenhof und Eichenhof.

### Nachbargemeinden
Nachbargemeinden von Simmern sind Hillscheid im Norden, Neuhäusel, Kadenbach sowie Eitelborn im Osten, der Koblenzer Stadtteil Immendorf im Süden, Urbar im Südwesten und die Stadt Vallendar im Westen. 

## Geschichte
Simmern wurde im Jahre 1198 als Sevenburnen erstmals urkundlich erwähnt.
Bis Anfang des 19. Jahrhunderts gehörte es zum Kurfürstentum Trier, Amt Ehrenbreitstein. Durch den Reichsdeputationshauptschluss gelangte Simmern mit dem Amt Ehrenbreitstein 1803 zum Fürstentum Nassau-Weilburg bzw. ab 1806 zum Herzogtum Nassau und wurde 1816 dem nassauischen Amt Montabaur zugeteilt. Nach dem Deutschen Krieg von 1866 folgte der Übergang zum siegreichen Königreich Preußen (ab 1867 im Unterwesterwaldkreis).
Nach dem Zweiten Weltkrieg wurde Simmern innerhalb der französischen Besatzungszone Teil des 1946 gebildeten Landes Rheinland-Pfalz. Durch die Erste rheinland-pfälzische Verwaltungsreform gehört der Ort seit 1974 dem neu gebildeten Westerwaldkreis an.

## Politik

### Gemeinderat
Der Gemeinderat in Simmern besteht aus 16 Ratsmitgliedern, die bei der Kommunalwahl am 9. Juni 2024 in einer personalisierten Verhältniswahl gewählt wurden, und dem ehrenamtlichen Ortsbürgermeister als Vorsitzendem.
Die Sitzverteilung im Gemeinderat:
| Wahl | SPD | CDU | Grüne | WGN * | FBG * | Gesamt   |
| ---- | --- | --- | ----- | ----- | ----- | -------- |
| 2024 | 4   | 7   | 2     | 3     | –     | 16 Sitze |
| 2019 | 4   | 9   | 3     | –     | –     | 16 Sitze |
| 2014 | 4   | 9   | 1     | –     | 2     | 16 Sitze |
| 2009 | 5   | 9   | –     | –     | 2     | 16 Sitze |
| 2004 | 4   | 9   | –     | –     | 3     | 16 Sitze |
| 1999 | 6   | 7   | –     | –     | 3     | 16 Sitze |

### Bürgermeister
Johannes Ullrich (CDU) wurde am 8. Juli 2024 Ortsbürgermeister von Simmern. Bei der Direktwahl am 9. Juni 2024 hatte er sich mit einem Stimmenanteil von 52,3 % gegen den bisherigen Amtsinhaber durchgesetzt.
Ullrichs Vorgänger Hans-Georg Schneider (SPD) hatte das Amt seit dem 11. Juli 2022 inne. Er hatte bei der Stichwahl am 22. Mai 2022 mit 55,27 % gegen Roman Knopp (CDU) gewonnen, nachdem bei der Direktwahl am 8. Mai keiner der ursprünglich drei Bewerber eine ausreichende Mehrheit erreicht hatte.
Schneiders Vorgänger Jörg Haseneier (CDU) wurde 2004 Ortsbürgermeister von Simmern. Zuletzt bei der Direktwahl am 26. Mai 2019 war er mit einem Stimmenanteil von 65,29 % für weitere fünf Jahre in seinem Amt bestätigt worden. Da Haseneier im März 2021 zum hauptamtlichen Bürgermeister der Stadt Boppard gewählt wurde und dieses Amt im Oktober 2021 antrat, entschied er sich für einen Umzug und zur Niederlegung des Amtes als Ortsbürgermeister. Daher wurde eine Neuwahl erforderlich.

### Wappen
| Wappen von Simmern | Blasonierung: „Gespalten von Silber und Blau durch einen blauen Wellenpfahl mit sieben Wellenzinnen, vorne ein durchgehendes rotes Balkenkreuz, hinten ein nach links sehender, steigender, goldener Löwe.“ |
| Wappen von Simmern | Wappenbegründung: Der Wellenpfahl mit den sieben Wellenzinnen weist auf den Ortsnamen Simmern hin, dessen ursprünglicher Name Sevenburnen als „sieben Quellen, Brunnen, Wasserbehälter“ gedeutet werden kann. Das rote Balkenkreuz verweist auf die Zugehörigkeit Simmerns zum Kurfürstentum Trier bis 1803 und der goldene Löwe in Blau desgleichen zum Herzogtum Nassau von 1806 bis 1866. |

### Partnerschaften
Simmern führt seit 2008 eine Partnerschaft mit dem ungarischen Páhi im Komitat Bács-Kiskun.

## Kultur und Sehenswürdigkeiten

### Kultur- und Naturdenkmale
- Liste der Kulturdenkmäler in Simmern (Westerwald)
- Liste der Naturdenkmale in Simmern (Westerwald)

### Musik
Es gab bzw. gibt drei musizierende Vereine im Ort: Der Männergesangverein Apollonia wurde 1962 erneut gegründet (Vorläufer um 1878 und 1910). Namenspatronin des gemeinnützigen Vereins ist die Heilige Apollonia. Die 85 Mitglieder, darunter 27 aktive Sänger (Stand Februar 2020) beteiligen sich aktiv am Leben des Ortes und nahmen regional und bundesweit an Gesangstreffen teil. Ein im März 2020 gestartetes Chorprojekt „Apollonia Gospel“ leidet – wie der allgemeine Chorbetrieb – unter den Einschränkungen der Corona-Pandemie. Neben dem „MGV Apollonia 1962 Simmern e. V.“ gab es in der Gemeinde früher zudem den Kirchenchor St. Rochus.
Seit 1930 besteht der Musikverein 1930 Simmern e. V., als musikbegeisterte Männer ein Blasmusikkapelle gründeten. Zwischen 1969 und 1984 kam ein weibliches Trommler- und Pfeiffer-Corps hinzu. Im neuen Jahrtausend entwickelte sich die Vereinsausrichtung hin zur Big Band.

## Verkehr
- Simmern wird durch die Kreisstraßen 113 und 115 an das Straßennetz angeschlossen.
- Die nächste Autobahnanschlussstelle ist Höhr-Grenzhausen an der A 48, etwa neun Kilometer entfernt.
- Simmern wird durch die Busse der Linie 460 der Rhein-Mosel-Bus GmbH (Montabaur Bahnhof/FOM - Montabaur Konr-Adenauer-Platz - Neuhäusel - Simmern - Koblenz-Ehrenbreitstein - Koblenz Zentralplatz - Koblenz Hauptbahnhof) täglich ca. im Stundentakt bedient, seit dem 1. Januar 2017 gilt auch im Westerwaldkreis der Tarif des Verkehrsverbund Rhein-Mosel (VRM).
- Die nächstgelegenen Anschlüsse an den Eisenbahnfernverkehr sind Koblenz Hauptbahnhof an der rechten Rheinstrecke (ICE, IC, EC, EN) sowie der Bahnhof Montabaur (ICE) an der Schnellfahrstrecke Köln–Rhein/Main.

## Persönlichkeiten
- Georg Hilpisch (1846–1928), deutscher Domdekan und Kirchenhistoriker, wurde in Simmern geboren
- Karl Hoppe (1934–2002), deutscher Lehrer und Politiker